# Юніон-Сентер (Вісконсин)
Юніон-Сентер (англ. Union Center) — селище (англ. village) в США, в окрузі Джуно штату Вісконсин. Населення — 225 осіб (2020).

## Географія
Юніон-Сентер розташований за координатами 43°40′57″ пн. ш. 90°15′49″ зх. д. / 43.68250° пн. ш. 90.26361° зх. д. (43.682542, -90.263698).  За даними Бюро перепису населення США в 2010 році селище мало площу 1,95 км², уся площа — суходіл. В 2017 році площа становила 2,14 км², уся площа — суходіл.

## Демографія
Згідно з переписом 2010 року, у селищі мешкало 200 осіб у 95 домогосподарствах у складі 58 родин. Густота населення становила 102 особи/км².  Було 109 помешкань (56/км²).
Расовий склад населення:
| - 98,5 % — білих - 1,5 % — азіатів |

До двох чи більше рас належало 0,0 %. Частка іспаномовних становила 0,5 % від усіх жителів.
За віковим діапазоном населення розподілялося таким чином: 15,5 % — особи молодші 18 років, 62,5 % — особи у віці 18—64 років, 22,0 % — особи у віці 65 років та старші. Медіана віку мешканця становила 49,0 року. На 100 осіб жіночої статі у селищі припадало 88,7 чоловіків;  на 100 жінок у віці від 18 років та старших — 81,7 чоловіків також старших 18 років.
Середній дохід на одне домашнє господарство  становив 46 795 доларів США (медіана — 35 625), а середній дохід на одну сім'ю — 60 833 долари (медіана — 52 500). Медіана доходів становила 45 208 доларів для чоловіків та 28 750 доларів для жінок. За межею бідності перебувало 12,8 % осіб, у тому числі 5,3 % дітей у віці до 18 років та 40,6 % осіб у віці 65 років та старших.
Цивільне працевлаштоване населення становило 84 особи. Основні галузі зайнятості: виробництво — 28,6 %, освіта, охорона здоров'я та соціальна допомога — 23,8 %, роздрібна торгівля — 15,5 %, мистецтво, розваги та відпочинок — 9,5 %.